# Matthias Heidemann
Matthias Heidemann (7 de febrer de 1912 - 30 de novembre de 1970) fou un futbolista alemany. Va formar part de l'equip alemany a la Copa del Món de 1934.